# Буяков, Иван Никитич
Иван Никитич (Никитович) Буяков — советский государственный деятель, председатель Мурманского облисполкома (1940—1941).
Родился в сентябре 1906 г. в деревне Строительная Слобода Клетнянского района Брянской области. Член ВКП(б) с 1930 г.
Окончил Коммунистический университет парторгов завода «Серп и молот» (1935) и Курсы секретарей при Московском городском комитете ВКП(б) (1938).
- 1928—1931 служба в войсках ОГПУ
- 1931 — июнь 1935 председатель цехкома профсоюза, секретарь комитета ВЛКСМ, секретарь цеховой ячейки ВКП(б), парторг сталепроволочного цеха завода «Серп и молот» (Москва)
- 6.1935 — ? секретарь парткома трамвайного депо имени С. М. Кирова (Москва)
- 10.1937 — ? секретарь Первомайского райкома ВКП(б) (Москва)
- 10.1938-6.1939 второй, первый секретарь Мурманского горкома ВКП(б)
- 6.1939-8.1940 зав. отделом кадров Мурманского горкома ВКП(б)
- 27.08.1940-14.10.1941 председатель Мурманского облисполкома.

После начала войны руководил эвакуацией. С июля по сентябрь 1941 года из Мурманской области было эвакуировано 115 тысяч человек, несколько тысяч вагонов с оборудованием, более 100 кораблей со станками и машинами отправлено в Архангельск.
Делегат XVIII съезда ВКП(б).